# Domenico Malipiero
Domenico Malipiero (Venezia, 1445 – Venezia, 30 ottobre 1513) è stato uno storico e generale italiano.

## Biografia
Domenico Malipiero era una comandante navale che veniva da una famiglia patrizia di Venezia; passò la sua gioventù nei commerci marittimi per conto della sua famiglia e divenne senatore veneziano nel 1465.
Ebbe un comando nella guerra di Ferrara (1482-1484), combatté per alleviare l'assedio di Pisa e fu infine nominato ammiraglio della flotta. In precedenza, alla cattura di Gallipoli da parte dell'Impero ottomano, il capitano generale fu abbattuto mentre la battaglia stava per iniziare; Malipiero, con modestia e sostanza, racconta di aver steso un lenzuolo sul corpo del capitano e di aver detto che il capitano era stato solo ferito gravemente.
In semi-pensionamento dalla sua carriera marittima è stato governatore veneziano di Rovigo (1494), Rimini (1505), Napoli di Romania (1510) e di Treviso nell'anno della sua morte.
Ha tenuto una cronaca in veneto della storia di Venezia che va dal 1457 al 1500 e offre dettagli delle guerre veneziane con il Sultano.
Gli Annali di Malipiero, i Diarii di Marin Sanudo e i diari di Girolamo Priuli sono il triumvirato delle fonti primarie della Serenissima, "una narrativa piena, vivace e verace della storia veneziana, della vita in città, delle guerre e degli intrighi della Repubblica, durante il suo splendore e l'inizio del suo declino (1457-1535)"
Sul finire del XVI secolo i diari giunsero nelle mani di Francesco Longo, chi ne ha fatto una copia abbreviata che fu stampata con il titolo Annali veneti dell'anno 1457–1500. Gli originali sono andato perduti.